# Habima

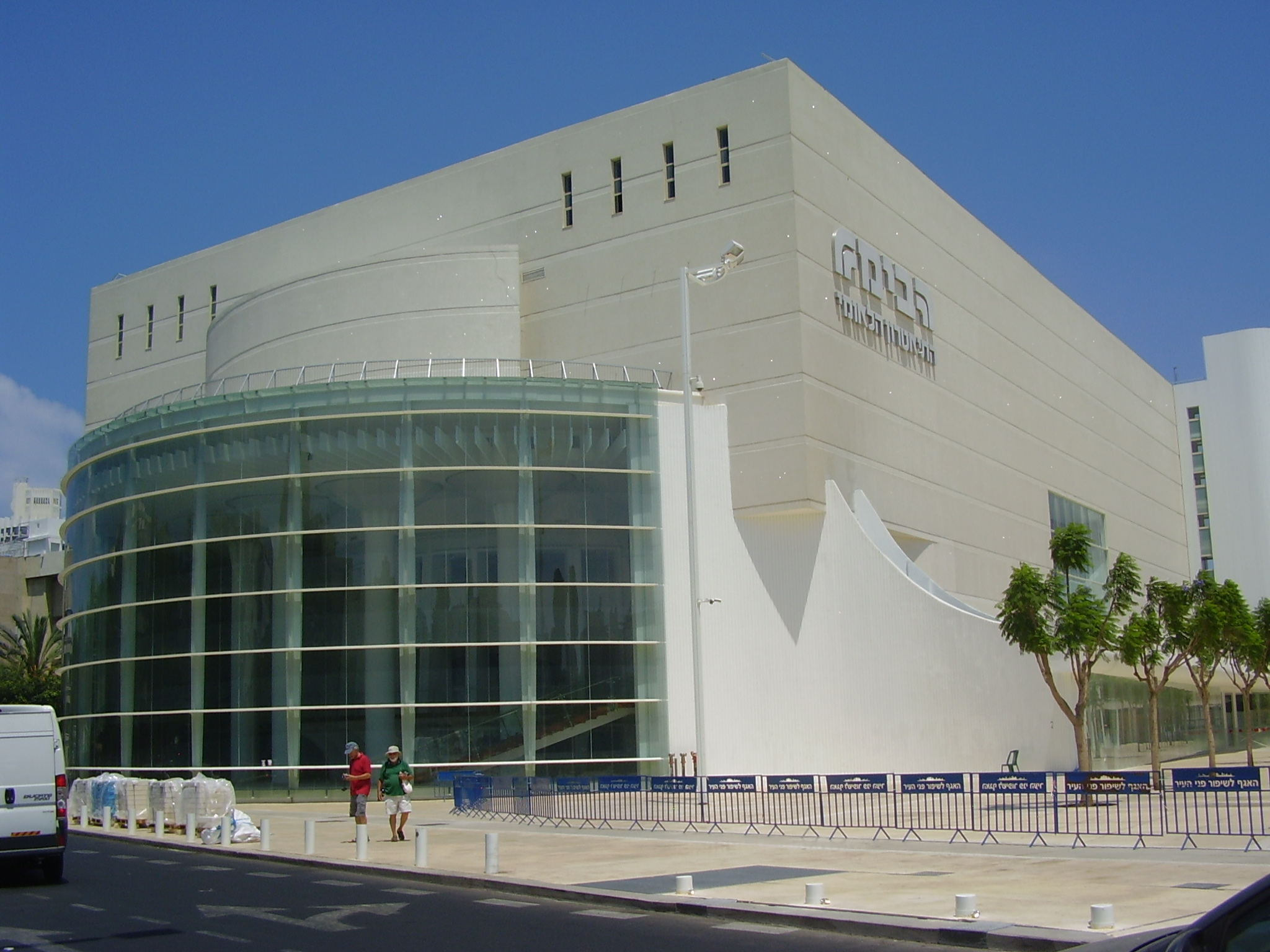

Habima (hebreiska: scenen) är en teater i Tel-Aviv i Israel.
Habima bildades av läraren Naum Zemach från Litauen som en hemlig judisk amatörteater, som efter ryska revolutionen 1917 öppnades som offentlig teater i Moskva.
Habima framförde i naivt förenklad stil hebreiskt drama på originalspråket. 1926 lämnade teatern Moskva och väckte uppmärksamhet i övriga Europa genom turnéer, bland annat besökte man Stockholm 1930. 1931 slog man sig ned i Tel Aviv, och blev från 1958 Israels nationalteater.